# Четирите монархии
Четирите монархии са държави, споменати във виденията, описани в библейската Книга на пророк Даниил.
От Античността насам са предлагани различни хипотези, свързващи библейските Четири монархии с реални исторически държави. Така в трактата си „Против Симах“ Аврелий Пруденций Климент разглежда успехите на Римската империя като предпоставка за идването на Христос и за утвърждаването на християнството. Тези схващания се подемат от теолозите по-сетне в опит да се наложат провиденциалистически разбирания за историческия процес, за което допринася и периодизацията на световната история направена от Августин Блажени в неговата книга „За Божията държава“. Най-видните критици на концепцията за „четирите монархии“ са Ордерик Виталий и Йоан Солсбърийски, а впоследствие Жан Боден (1538 – 1598).